# Hamarsfjörður
Hamarsfjörður är en fjord i republiken Island.   Den ligger i regionen Austurland, i den östra delen av landet, 400 km öster om huvudstaden Reykjavík.
Inlandsklimat råder i trakten. Årsmedeltemperaturen i trakten är 2 °C. Den varmaste månaden är augusti, då medeltemperaturen är 10 °C, och den kallaste är januari, med −7 °C.